# 馬科斯·阿庫尼亞
马科斯·哈维尔·阿庫尼亞（西班牙語：Marcos Javier Acuña；1991年10月28日—），阿根廷足球運動員，現效力阿根廷足球甲級聯賽球會河床，阿根廷國家足球隊成員，司職左後衛。

## 俱樂部生涯
阿庫尼亞1991年10月28日出生於阿根廷內烏肯省薩帕拉，自幼時起加入了阿根廷國內球隊費羅卡利的青訓體系接受培訓，其後加入了曾9次贏得阿甲聯賽冠軍並1次奪得解放者杯的競賽會。
3年的時間裡，阿庫尼亞總共為球隊出場100次，打入18球的同時還送出了26次助攻，並憑借優異的表現，成功入選了阿根廷國家足球隊。
2017年7月，體育CP以959萬歐元的轉會費將阿庫尼亞簽下，他也借此成為這支球隊隊史轉入身價第4高的球員，僅次於1185萬歐的、1100萬歐的以及969萬歐的布魯諾·費爾南德斯。
從17-18賽季開始的3年時間，他一共為球隊出場了135次攻入9球，完成25次助攻。他同樣也是除了布魯諾·費爾南德斯之外，2017-18賽季以來葡超聯賽中助攻最多的葡萄牙體育球員（15次）。
2020年9月14日，體育CP官方宣佈，阿庫尼亞轉會至西甲球會西維爾。據此間媒體透露，體育CP將從該筆交易中獲得1000萬歐元的轉會費。

## 國家隊生涯
2016年11月15日，阿庫尼亞在2018年世界盃外圍賽南美洲區阿根廷3-0戰勝哥倫比亞的比賽中替換迪馬里亞出場，完成阿根廷國家隊首秀。
2018年5月22日，阿庫尼亞入選阿根廷國家足球隊參加2018年世界杯23人大名單。
經過2019年美洲國家盃的失利，在2021年美洲國家盃，阿庫尼亞所屬的阿根廷在與其他南美洲9隊比賽中脫穎而出並在決賽擊敗巴西奪得冠軍。
2022年11月，阿庫尼亞入選2022年世界盃阿根廷國家隊26人名單。
2024年6月，阿庫尼亞入選阿根廷參加2024年美洲國家盃26人名單。

## 榮譽
競賽會
- 阿根廷足球甲級聯賽: 2014

士砵亭
- 葡萄牙盃: 2018–19
- 葡萄牙聯賽盃: 2017–18, 2018–19[7]

 阿根廷
- 美洲國家盃冠軍（1次）：2021年
- 歐美超級杯冠軍（1次）：2022年[8]
- 國際足協世界盃冠軍（1次）：2022年[9]

個人
- 阿根廷甲組聯賽最佳助攻球員: 2016–17
- 2021–22年賽季西甲最佳陣容[10]

## 外部連結
- （页面存档备份，存于）
- （页面存档备份，存于）
- （页面存档备份，存于）